# 格拉內羅斯 (圖庫曼省)
27°38′54″S 65°26′22″W / 27.64833°S 65.43944°W
格拉內羅斯（西班牙語：Graneros），是阿根廷的城鎮，位於該國北部圖庫曼省，是格拉內羅斯縣的首府，該地區的地震活動頻繁和低強度，海拔高度269米，2010年人口2,375。